# Euderma maculatum
Euderma maculatum es una especie de murciélago de la familia Vespertilionidae. Es la única especie del género Euderma.

## Distribución geográfica
Se encuentra en México, Estados Unidos y Canadá.